# 替身標靶
替身標靶（英語：Human Target）是美國DC漫畫的兩個虛構人物的名字。第一個版本是弗雷德·維納布爾（Fred Venable），而第二個版本是私家偵探和保鏢克里斯托弗·錢斯（Christopher Chance），他假設了刺客和其他危險罪犯的目標客戶的身份。這個角色出現在幾十年來出版的許多書籍中，並出現在電視改編中。
替身標靶在1992年電視劇《替身標靶》，由瑞克·史普林菲爾（Rick Springfield）飾演。2010年電視劇《替身標靶》登場，由馬克·瓦雷飾演。在綠箭宇宙系列《綠箭俠》的第五季和第六季中，替身標靶由韋爾·特拉弗爾飾演。

## 出版歷史
第一個使用“替身標靶”標題的角色（弗雷德·維納布爾）出現在《偵探漫畫》第 201 期（1953 年 11 月），由埃德蒙·漢密爾頓（Edmond Moore Hamilton）和謝爾登·莫爾多夫（Sheldon Moldoff）創作。 
第二個使用“替身標靶”標題的角色（克里斯托弗·錢斯）首次出現在《動作漫畫》#419（1972 年 12 月）中，由蘭·偉恩（Len Wein）和卡邁恩·因凡蒂諾創建。他早期出現在動作漫畫中的後備故事中，該標題以DC漫畫出版的超人故事而聞名。他首次出現在“刺客快車合約”中，這是一部由 Len Wein 撰寫並由 Carmine Infantino 插圖的後備故事，該故事出現在動作漫畫 #419（1972 年 12 月）中。後來，該功能出現在蝙蝠俠的標題中，例如《The Brave and the Bold》和《偵探漫畫》。他出演了一個有限的系列，一個單鏡頭，然後是由彼得米利根編寫並在 DC 的 Vertigo 印記下出版的人類目標系列。

## 其他媒體
- 1992年電視劇《替身標靶（英语：Human Target (1992 TV series)）》，由瑞克·史普林菲爾（Rick Springfield）飾演克里斯托弗·錢斯。
- 2010年電視劇《替身標靶》登場，由馬克·瓦雷飾演克里斯托弗·錢斯。
- 綠箭宇宙系列《綠箭俠》的第五季和第六季中，由韋爾·特拉弗爾飾演克里斯托弗·錢斯。

## 資料來源
1. ↑  McAvennie, Michael; Dolan, Hannah, ed. . . Dorling Kindersley. 2010: 153. ISBN 978-0-7566-6742-9. Starting as a back-up feature in the pages of Action Comics, scribe Len Wein and artist Carmine Infantino introduced Christopher Chance, a master of disguise who would turn himself into a human target - provided you could meet his price.
2. ↑  . Human Target Online. humantargetonline.com.   [2011-06-21]. （原始内容存档于2009-09-04）.
3. ↑  Cowsill, Alan; Irvine, Alex; Korte, Steve; Manning, Matt; Wiacek, Win; Wilson, Sven. . DK Publishing. 2016: 145. ISBN 978-1-4654-5357-0.
4. ↑  Sullivan, Brian Ford. . TVGuide.com.
5. ↑  Greenberger, Robert. . Del Rey. 2008: 183. ISBN 9780345501066.